# Johnny Bush
Johnny Bush (Houston, 17 de febrero de 1935-San Antonio, 16 de octubre de 2020) fue un cantante, músico y compositor estadounidense de country. Conocido como "Country Caruso", obtuvo popularidad en su país principalmente como el compositor de la canción "Whiskey River", interpretada por Willie Nelson y otros artistas del género, y por su extensa carrera, en la que publicó cerca de una treintena de producciones discográficas. El músico falleció el 16 de octubre de 2020 a los ochenta y cinco años.

## Discografía

### Álbumes
| Año  | Álbum                                                     | EE. UU. Country | Discográfica   |
| ---- | --------------------------------------------------------- | --------------- | -------------- |
| 1968 | The Sound of a Heartache                                  | 38              | Stop           |
| 1968 | Undo the Right                                            | 22              | Stop           |
| 1969 | You Gave Me a Mountain                                    | 29              | Stop           |
| 1970 | Johnny Bush                                               | —               | Stop           |
| 1972 | Bush Country                                              | —               | Stop           |
| 1972 | The Best of Johnny Bush                                   | 35              | Million        |
| 1972 | Here's Johnny Bush                                        | —               | Starday        |
| 1973 | Whiskey River/There Stands the Glass                      | 38              | RCA            |
| 1973 | Here Comes the World Again                                | —               | RCA            |
| 1973 | Texas Dance Hall Girl                                     | —               | RCA            |
| 1979 | Johnny Bush and the Bandoleros Live at Dance Town, U.S.A. | —               | Whiskey River  |
| 1982 | Live from Texas                                           | —               | Delta          |
| 1994 | Time Changes Everything                                   | —               | TCE            |
| 1998 | Talk to My Heart                                          | —               | Watermelon     |
| 2000 | Lost Highway Saloon                                       | —               | Texas Music    |
| 2000 | Sings Bob Wills                                           | —               | Texas Music    |
| 2001 | Green Snakes                                              | —               | Texas Music    |
| 2004 | Honkytonic                                                | —               | BGM            |
| 2006 | Texas State of Mind                                       | —               | BGM            |
| 2006 | Devil's Disciple                                          | —               | BGM            |
| 2007 | Texas on a Saturday Night                                 | —               | Heart of Texas |
| 2007 | Kashmere Gardens Mud                                      | —               | Icehouse       |
| 2017 | The Absolute Johnny Bush                                  | —               | Independiente  |

### Sencillos
| Año  | Sencillo                            | Posición en listas | Posición en listas | Álbum                                |
| Año  | Sencillo                            | EE. UU. Country    | Canadá Country     | Álbum                                |
| ---- | ----------------------------------- | ------------------ | ------------------ | ------------------------------------ |
| 1967 | "You Oughta Hear Me Cry"            | 69                 | —                  | Sound of a Heartache                 |
| 1968 | "What a Way to Live"                | 29                 | —                  | Undo the Right                       |
| 1968 | "Undo the Right"                    | 10                 | —                  | Undo the Right                       |
| 1969 | "Each Time"                         | 16                 | —                  | You Gave Me a Mountain               |
| 1969 | "You Gave Me a Mountain"            | 7                  | —                  | You Gave Me a Mountain               |
| 1969 | "My Cup Runneth Over"               | 26                 | —                  | Bush Country                         |
| 1970 | "Jim, Jack, and Rose"               | 56                 | —                  | Bush Country                         |
| 1970 | "I'll Go to a Stranger"             | flip               | —                  | Bush Country                         |
| 1970 | "Warmth of the Wine"                | 25                 | 42                 | The Best                             |
| 1970 | "My Joy"                            | 44                 | —                  | The Best                             |
| 1971 | "City Lights"                       | 53                 | —                  | The Best                             |
| 1972 | "I'll Be There"                     | 17                 | —                  | The Best                             |
| 1972 | "Whiskey River"                     | 14                 | 7                  | Whiskey River/There Stands the Glass |
| 1973 | "There Stands the Glass"            | 34                 | 60                 | Whiskey River/There Stands the Glass |
| 1973 | "Here Comes the World Again"        | 38                 | 53                 | Here Comes the World                 |
| 1973 | "Green Snakes on the Ceiling"       | 53                 | —                  | Here Comes the World                 |
| 1974 | "We're Back in Love Again"          | 37                 | 83                 | Greatest Hits                        |
| 1974 | "Toy Telephone"                     | 48                 | —                  | Greatest Hits                        |
| 1974 | "From Tennessee to Texas"           | flip               | —                  | Greatest Hits                        |
| 1977 | "You'll Never Leave Me Completely"  | 78                 | —                  |                                      |
| 1978 | "Put Me Out of My Memory"           | 99                 | —                  | Whiskey River                        |
| 1978 | "She Just Made Me Love You More"    | 89                 | —                  |                                      |
| 1979 | "When My Conscience Hurts the Most" | 83                 | —                  | Whiskey River                        |
| 1981 | "Whiskey River" (relanzamiento)     | 92                 | —                  | Whiskey River                        |